# ۵۷۴ (خورشیدی)
۵۷۴ پانصد و هفتاد و چهارمین سال هجری خورشیدی است.